# Куляйское староство
Куляйское староство (лит. Kulių seniūnija) — одно из 11 староств Плунгеского района, Тельшяйского уезда Литвы. Административный центр — местечко Куляй.

## География
Расположено на западе Литвы, в юго-западной части Плунгеского района, на Западно-Жемайтском плато Жемайтской возвышенности
Граничит с Наусодским староством на востоке и севере, Сталгенайским — на востоке, Ретавским староством Ретавского самоуправления — на юго-востоке, Эндреявским староством Клайпедского района — на юге, Вежайчяйским староством Клайпедского района — на юго-западе и западе, Жальгирским староством Кретингского района — на западе, и Картянским староством Кретингского района — на северо-западе и севере.
Общая площадь Куляйского староства составляет 12 845 гектар, из которых: 44% занимают сельскохозяйственные угодья, 52% — леса, 0,4% — водная поверхность и 3,6% — прочее.

## Население
Куляйское староство включает в себя местечко Куляй, 14 деревень.